# Branchellion orbiniensis
Branchellion orbiniensis är en ringmaskart som beskrevs av de Quatrefages 1852. Branchellion orbiniensis ingår i släktet Branchellion, och familjen fiskiglar. Arten har ej påträffats i Sverige.